# イキウメ
イキウメは、日本の劇団。2003年に旗揚げ。主宰は劇作家・演出家の前川知大。俳優は浜田信也、安井順平、盛隆二、森下創、大窪人衛。『散歩する侵略者』『太陽』『人魂を届けに』『関数ドミノ』『奇ッ怪 小泉八雲から聞いた話』など、創作と公演活動を行う。

## 概要
目に見えないものと人間との関わりや、日常の裏側にある世界からの人間の心理を描く。空間・時間をシームレスに編集する演出を特徴とする。
2008年『表と裏と、その向こう』で、第16回読売演劇大賞 優秀作品賞（イキウメ）、優秀演出家賞（前川知大）を受賞。2011年『太陽』で、第19回読売演劇大賞 最優秀演出家賞・大賞（前川知大）を受賞する。
2012年『ミッション』『The Library of Life　まとめ＊図書館的人生（上）』で、俳優の浜田信也が第47回紀伊國屋演劇賞 個人賞を受賞する。
2013年イキウメの実験室「カタルシツ」を開始。ドストエフスキーの小説を翻案した演劇作品『地下室の手記』で、俳優の安井順平が第21回読売演劇大賞 優秀男優賞、演出の前川知大が優秀演出家賞を受賞する。『片鱗』でイキウメが優秀作品賞を受賞する。
2017年『散歩する侵略者』が黒沢清監督により映画化され、第70回カンヌ国際映画祭
「ある視点」部門に出品。同年制作スピンオフのテレビドラマは、劇場版『予兆 散歩する侵略者』（黒沢清 監督）として公開され、第68回ベルリン国際映画祭 パノラマ部門に出品される。
イキウメは、2017年『天の敵』『散歩する侵略者』で、第52回紀伊國屋演劇賞 団体賞を受賞する。
劇団外のプロデュース公演として、2016年『遠野物語・奇ッ怪 其ノ参』（原作 柳田国男、世田谷パブリックシアター）、2018年『ゲゲゲの先生へ』（原作 水木しげる、東京芸術劇場プレイハウス）、2019年『終わりのない』（原典 ホメロス「オデュッセイア」、世田谷パブリックシアター）など。脚本・演出　前川知大。
2016年ロンドンで『太陽』英語リーディング上演（The Studio Theatre, RADA）。2018年パリ市立劇場が『散歩する侵略者』フランス語リーディング上演、ラジオフランスでラジオドラマを放送。
2018年ソウルのカンパニーLASによる韓国語『散歩する侵略者』（イ・キプム演出）、2019年アルコ芸術劇場が再演上演（アーツカウンシルコリア主催）。2021年『太陽』ドゥサン アートセンター主催で上演（キム・ジョン演出）、キム・ジョンファが東亜演劇賞 新人演技賞を受賞。2023年国立チョンドン劇場主催で再演。Company Sigaによるダンス作品『太陽』（前川知大 原作、イ・ジェヨン 振付）が、大学路芸術劇場で上演される。
2020年5月28日から上演を予定していた『外の道』がコロナ禍で中止となる。創作をワーク・イン・プログレスに移行し、過程をWEBで発表（外の道 W.I.P）。1年後の、2021年5月28日から東京・大阪・豊橋・北九州で初演。
2021年より、翻訳戯曲が各国で出版される。『散歩する侵略者』フランス語（エスパス34出版社）、韓国語（ALMA出版社）。『太陽』スペイン語（Satrori出版社）、韓国語（ALMA出版社）、英語（Methuen Drama,an imprint of Bloomsbury Publishing House）、ロシア語（Hyperion Publishing House）、アラビア語（DarAl Maaref Publishers）、中国語（青島出版社）。『天の敵』韓国語（ALMA出版社）。
2022年、イキウメ初の海外公演『À la Marge（外の道・パリ公演）』パリ日本文化会館大ホールで上演（フランス語字幕）。フェスティバル・ドートンヌ・ア・パリ参加。
2024年『人魂を届けに』で、第31回読売演劇大賞 最優秀作品賞（イキウメ）、同作と『無駄な抵抗』で優秀演出家賞を受賞する（前川知大）。
2025年『奇ッ怪 小泉八雲から聞いた話』で、第32回読売演劇大賞 最優秀作演出家賞（前川知大）、優秀作品賞（イキウメ）、第12回ハヤカワ「悲劇喜劇」賞を受賞する。

## 作・演出
- 前川知大

## 俳優
- 浜田信也
- 安井順平
- 盛 隆二
- 森下 創
- 大窪人衛

## 公演リスト（作・演出:前川知大）
1. ずれる（2025年5月11日～ 6月8日＠シアタートラム、6月12日～15日 ABCホール）
2. 奇ッ怪 小泉八雲から聞いた話（2024年8月9日～ 9月1日＠東京芸術劇場シアターイースト、9月5日～8日 ABCホール）
3. 人魂を届けに（2023年5月16日～6月11日＠シアタートラム、6月15日～18日＠ABC ホール）
4. À la Marge（外の道・パリ公演 2022年11月22日～11月26日＠パリ日本文化会館大ホール)
5. 天の敵（2022年9月16日～10月2日＠本多劇場、10月8日～9日＠大阪・ サンケイホールブリーゼ）
6. 関数ドミノ（2022年5月17日～6月12日＠東京芸術劇場シアタイースト、6月18日～19日＠大阪・サンケイホールブリーゼ、6月25日＠穂の国とよはし芸術劇場PLAT主ホール）
7. 外の道（2021年5月28日～6月20日＠シアタートラム、6月26日～6月27日＠大阪・サンケイホールブリーゼ、7月3日＠穂の国とよはし芸術劇場PLAT主ホール、7月11日＠北九州芸術劇場中劇場）
8. イキウメの金輪町コレクション （2021年2月4日～2月21日＠東京芸術劇場シアターウエスト）甲プログラム=『箱詰め男』『やさしい人の業火な「懐石」』『いずれ誰もがコソ泥だ、後は野となれ山となれ』、乙プログラム=『輪廻TM』『ゴッド・セーブ・ザ・クイーン』『許さない十字路』『賽の河原で踊りまくる亡霊』乙Ver.　丙プログラム=落語『高速ジジババ』『賽の河原で踊りまくる亡霊』丙Ver. コント『インタビュー』（作 安井順平）
9. 獣の柱（2019年5月14日～6月9日＠シアタートラム、6月15日～6月16日＠大阪・サンケイホールブリーゼ）
10. 図書館的人生Vol.4 襲ってくるもの（2018年5月15日～6月3日＠東京芸術劇場シアターイースト、6月7日～6月10日＠大阪・ABCホール）
11. 散歩する侵略者（2017年10月27日～11月19日＠シアタートラム、11月23日～11月26日＠大阪・ABCホール、12月3日＠北九州芸術劇場中劇場）
12. 天の敵（2017年5月16日～6月4日＠東京芸術劇場シアターイースト、6月9日～6月11日＠大阪・ABCホール）
13. 太陽（2016年5月6日～5月29日＠シアタートラム、6月3日～6月5日＠大阪・ABCホール）
14. 聖地X（2015年5月10日～5月31日＠シアタートラム、6月5日～6月7日＠大阪・ABCホール）
15. 新しい祝日（2014年11月28日～12月14日＠東京芸術劇場シアターイースト、12月19日～12月21日＠大阪・ABCホール）
16. 関数ドミノ（2014年5月25日～6月15日＠シアタートラム、6月20日～6月22日＠大阪・ABCホール、6月29日＠りゅーとぴあ新潟市民芸術文化会館）
17. 片鱗（2013年11月8日～11月24日＠青山円形劇場、11月29日～12月1日＠大阪・ABCホール、12月7日～8日＠福岡・西鉄ホール）
18. 獣の柱 まとめ＊図書館的人生（下）（2013年5月10日～6月2日＠シアタートラム、6月9日＠北九州芸術劇場中劇場、6月13日～16日＠大阪・ABCホール）
19. The Library of Life まとめ＊図書館的人生（上）（2012年11月16日～12月2日＠東京芸術劇場シアターイースト、12月7日～9日＠大阪・ABCホール、12月16日＠北九州芸術劇場中劇場）
20. ミッション（演出:小川絵梨子 2012年5月11日～5月27日＠シアタートラム、6月1日～3日＠大阪・ABCホール、6月9日～10日＠福岡・西鉄ホール）
21. 太陽（2011年11月10日～27日＠青山円形劇場、12月2日～4日＠大阪・ABCホール）
22. 散歩する侵略者（2011年4月23日～24日＠KAAT神奈川芸術劇場大スタジオ、5月13日～29日＠シアタートラム、6月4日・5日＠大阪・ABCホール、6月29日＠北九州芸術劇場中劇場）
23. 図書館的人生Vol.3 食べもの連鎖（2010年10月29日～11月7日＠シアタートラム、11月16日～11月20日＠大阪・HEP HALL、11月21日＠広島・アステールプラザ中ホール、11月23日＠福岡・西鉄ホール）
24. プランクトンの踊り場（2010年5月8日～23日＠赤坂RED/THEATER、5月26日～30日＠大阪・HEP HALL）
25. イキウメ二人会Ⅰ 二人の高利貸しの21世紀（2010年2月16日～28日＠キッド・アイラック・アートホール）※番外公演
26. 見えざるモノの生き残り（2009年12月2日～7日＠紀伊國屋ホール、12月17日～20日＠大阪・HEP HALL、12月22日～23日＠福岡・西鉄ホール）
27. 関数ドミノ（2009年5月8日～24日＠赤坂RED/THEATER）
28. NHKシアターコレクション’09イキウメ短篇集（2009年1月24日、25日＠NHKふれあいホール）
29. イキウメ試演会Ⅱ 煙の先（2008年11月26日～30日＠キッド・アイラック・アートホール）※番外公演
30. 図書館的人生vol.2 盾と矛（2008年10月24日～11月3日＠三鷹市芸術文化センター 星のホール）
31. 表と裏と、その向こう（2008年7月2日～6日＠紀伊國屋ホール、7月12日～13日＠福岡・西鉄ホール　7月16日～20日＠大阪・HEP HALL）
32. イキウメ試演会Ⅰ（2008年5月8日～11日＠キッド・アイラック・アートホール）※番外公演
33. 眠りのともだち（2008年2月27日～3月9日＠赤坂RED/THEATER）
34. 散歩する侵略者（2007年9月12日～16日＠青山円形劇場　9月29日・30日＠大阪・HEP HALL）
35. 狂想のユニオン（2007年3月16日～21日＠吉祥寺シアター）
36. PLAYER（2006年8月31日～9月3日＠サンモールスタジオ）
37. 短篇集vol.1　図書館的人生（2006年3月15日～21日＠サンモールスタジオ）
38. 散歩する侵略者（2005年10月25日～30日＠サンモールスタジオ）
39. 関数ドミノ（2005年3月18日～29日＠サンモールスタジオ）
40. 二人で狂う…好きなだけ（2004年12月25日～26日＠阿佐ヶ谷アルテ・パティオ）※番外公演
41. 思慮深いモンスター（2004年9月2日～8日＠明石スタジオ）
42. 窓際のベリーロール（2004年3月19日～28日＠サンモールスタジオ）
43. ボッサ！世界担当（2003年10月2日～5日＠シアターブラッツ）
44. ヘリコプター畑（2003年3月21日～24日＠池袋シアターグリーン）

## 公演リスト（カタルシツ名義）
1. CO.JP（2018年12月19日～12月28日＠スーパー・デラックス）脚本・演出:安井順平、脚本演出協力:前川知大
2. 生きてる時間（2017年2月15日～2月18日＠あうるすぽっと）作・演出:前川知大
3. 語る室（2015年9月19日～10月4日＠東京芸術劇場シアターイースト、10月9日～11日＠大阪・ABCホール）作・演出:前川知大
4. 地下室の手記＜ひとり芝居版＞（2015年2月25日～3月9日＠赤坂RED/THEATER、3月13日～15日＠大阪・HEP HAL）原作:ドストエフスキー、脚本・演出:前川知大
5. SAI NO KAWARA（2014年2月14日～2月16日＠KAAT神奈川芸術劇場、2月25日＠パシフィコ横浜）作・演出:前川知大
6. 地下室の手記＜二人芝居版＞（2013年7月25日～8月5日＠赤坂RED/THEATER、8月9日～11日＠大阪・HEP HAL）原作:ドストエフスキー、脚本・演出:前川知大

## 受賞歴
- 第32回読売演劇大賞 最優秀作演出家賞（前川知大『奇ッ怪 小泉八雲から聞いた話』の演出）
- 第32回読売演劇大賞 優秀作品賞（イキウメ『奇ッ怪 小泉八雲から聞いた話』）
- 第12回ハヤカワ「悲劇喜劇」賞（イキウメ『奇ッ怪 小泉八雲から聞いた話』）[1]
- 第31回読売演劇大賞 最優秀作品賞（イキウメ『人魂を届けに』）
- 第31回読売演劇大賞 優秀演出家賞（前川知大『人魂を届けに』の演出）
- 第31回読売演劇大賞 優秀スタッフ賞(土岐研一『人魂を届けに』の美術）
- 第58回紀伊國屋演劇賞 個人賞（篠井英介『人魂を届けに』の演技)
- 第52回紀伊國屋演劇賞 団体賞（イキウメ『天の敵』『散歩する侵略者』）
- 第25回読売演劇大賞 最優秀スタッフ賞（土岐研一『天の敵』『散歩する侵略者』の美術）
- 第21回読売演劇大賞 優秀作品賞（イキウメ『片鱗』)
- 第21回読売演劇大賞 優秀演出家賞（前川知大『地下室の手記』『片鱗』の演出)
- 第21回読売演劇大賞 優秀男優賞（安井順平『地下室の手記』『片鱗』の演技)
- 第21回読売演劇大賞 優秀スタッフ賞（土岐研一『片鱗』の美術)
- 第21回読売演劇大賞 優秀スタッフ賞（青木タクヘイ『獣の柱 まとめ＊図書館的人生（下）』『片鱗』の音響)
- 第48回紀伊國屋演劇賞 個人賞（池田成志『獣の柱 まとめ＊図書館的人生（下）』の演技)
- 第47回紀伊國屋演劇賞 個人賞（浜田信也『ミッション』『The Library of Life　まとめ＊図書館的人生（上）』の演技）
- 第19回読売演劇大賞 大賞、最優秀演出家賞（前川知大『太陽』『奇ッ怪 其ノ弍』の演出）
- 第63回読売文学賞 戯曲・シナリオ賞（前川知大『太陽』の脚本）
- 第14回鶴屋南北戯曲賞 （前川知大『プランクトンの踊り場』の脚本）
- 第18回読売演劇大賞 優秀演出家賞（前川知大『プランクトンの踊り場』『図書館的人生Vol.3 食べもの連鎖』の演出）
- 第18回読売演劇大賞 優秀スタッフ賞（土岐研一『プランクトンの踊り場』『図書館的人生Vol.3 食べもの連鎖』の美術）
- 第44回紀伊國屋演劇賞  個人賞（前川知大『関数ドミノ』の脚本・演出、「奇ッ怪 小泉八雲から聞いた話」の構成・脚本・演出）
- 第17回読売演劇大賞 優秀演出家賞（前川知大『関数ドミノ』の演出）
- 第60回芸術選奨新人賞（前川知大『関数ドミノ』の脚本・演出）
- 第16回読売演劇大賞 優秀作品賞（イキウメ『表と裏と、その向こう』）
- 第16回読売演劇大賞 優秀演出家賞（前川知大『表と裏と、その向こう』『図書館的人生vol.2 盾と矛』の演出）

## その他の出演者
- 池谷のぶえ
- 篠井英介
- 藤原季節
- 豊田エリー
- 瀧内公美
- 市川しんぺー
- 松岡依都美
- 柳家三三
- 村川絵梨
- 小野ゆり子
- 田村健太郎
- 千葉雅子
- 村岡希美
- 太田緑ロランス
- 薬丸翔
- 有川マコト
- 岩本幸子
- 伊勢佳世
- 中村まこと
- 中嶋朋子
- 手塚とおる
- 清水葉月
- 池田成志
- 板垣雄亮
- 内田慈